# Кириленко Олександр Станіславович
Кириленко Олександр Станіславович (31 липня 1984 р. смт. Гребінки Білоцерківського району Київської області - 28 листопада 2022 р.  с. Озарянівка Бахмутський район Донецька область) — український солдат Збройних Сил України, учасник російсько-української війни, який загинув під час російського вторгнення в Україну.

## Життєпис
31 липня 1984 р. — народився в смт. Гребінки Білоцерківського району Київської області.
1999 р.– закінчив Гребінківську загальноосвітню школу I—III ступенів.
2003 р. — Саливонківський цукровий завод, слюсар з ремонту обладнання.
2003—2004 рр. — проходив строкову службу у навчальному центрі «Десна»– військова частина м. Білої Церкви.
2005—2006 рр. — Саливонківський цукровий завод, слюсар з ремонту обладнання.
2006—2011 рр. — ПП «Форум-метал», електрозварювальник ручного зварювання.
2010 р.- закінчив Білоцерківський національний аграрний університет за спеціальністю "Екологія".
2012—2016 рр. — індивідуальна трудова діяльність.
2017—2022 рр. — ПП «Форум-метал», електрозварювальник ручного зварювання.
03 травня 2022 р. — призваний до Збройних сил України. Рядовий. За спеціальністю: заступник командира БМП-2. Навідник-оператор роти спеціального призначення батальйону спеціального призначення військової частини А4219.
28 листопада 2022 р. — загинув на Бахмутському фронті: с. Озарянівка Бахмутський район Донецька область. Вибухова травма внаслідок військових дій обірвала життя Олександра. Загинув внаслідок множинних осколкових поранень, несумісних із життям, потрапивши під ворожий вогонь.
9 грудня 2022 р. Гребінківська селищна громада попрощалася з загиблим захисником України. Поховання відбулося на Алеї Героїв Гребінківського кладовища.
В листопаді 2023 р. на честь Олександра Кириленка в селищі Гребінки було перейменовано вулицю Чайковського.
Був одружений. Є син: Кириленко Євген Олександрович.